# Hertug af Kendal
Hertug af Kendal, jarl af Kendal og baron af Kendal var engelske, senere britiske titler, der flere gange er blevet tildelt personer med tilknytning til det engelske (britiske) kongehus. 
I 1816 overvejede prinsregenten (den senere kong Georg 4. af Storbritannien) at udnævne sin datter (Charlotte Augusta, prinsesse af Wales) og sin svigersøn, den senere kong Leopold 1. af Belgien, til hertuginde og hertug af Kendal. Efter prinsessens død i 1817 blev udnævnelsen stillet i bero.
I 1689 blev prins Prins Jørgen af Danmark udnævnt til Hertug af Cumberland og jarl af Kendal. Han var gift med dronning Anne af England. 